# ペドロ・ガレセ
ペドロ・ダビド・ガレセ・キロス（Pedro David Gallese Quiroz、1990年2月23日 - ）は、ペルーの首都リマ出身のプロサッカー選手。ペルー代表。オーランド・シティSC所属。ポジションは、ゴールキーパー。

## 経歴

### クラブ
地元クラブのウニベルシダ・サン・マルティンでプロデビュー。以降、ペルー国内のクラブでキャリアを積んだ。
コパ・アメリカ・センテナリオでの活躍を受け、メキシコのティブロネス・ロホス・デ・ベラクルスに移籍。

### 代表
2014年8月のパナマ戦でペルー代表デビュー。82分にPKをストップするなど獅子奮迅の活躍を見せ、3-0での完封勝利に貢献した。コパ・アメリカ2015以降、レギュラーに定着。コパ・アメリカ・センテナリオでは大会を通じてハイパフォーマンスを発揮、ブラジル戦ではマンオブザマッチに選ばれた。
2017年8月にクラブの試合で手首を骨折、代表から2ヶ月間離脱した。10月の2018 FIFAワールドカップ・南米予選・アルゼンチン戦で復帰すると、0-0のスコアレスドローに持ち込み大陸間プレーオフ進出に貢献した。

## 代表歴

### 出場大会
- ペルー代表
  - 2018 FIFAワールドカップ

### 試合数
- 国際Aマッチ 103試合 0得点（2014年-）[3]

| ペルー代表 | 国際Aマッチ | 国際Aマッチ |
| 年         | 出場        | 得点        |
| ---------- | ----------- | ----------- |
| 2014       | 5           | 0           |
| 2015       | 12          | 0           |
| 2016       | 13          | 0           |
| 2017       | 7           | 0           |
| 2018       | 10          | 0           |
| 2019       | 15          | 0           |
| 2020       | 4           | 0           |
| 2021       | 17          | 0           |
| 2022       | 10          | 0           |
| 2023       | 10          | 0           |
| 2024       |             |             |
| 通算       | 103         | 0           |